# Siderno
Siderno (tiếng Hy Lạp: Siderinò) là một thị xã và đô nằm ở Calabria, Italia, cự ly khoảng 3 km so với Locri.
Siderno Marina là thị trấn mới hơn nằm trên bờ biển Ionia. Đây là điểm đến phổ biến với khách du lịch cả Ý và nước ngoài và có một bãi biển.
Siderno Superiore là phố cổ, vươn lên trên sườn của dãy núi ven biển. Thị xã có cung điện lịch sử, các tòa nhà cũ và đường phố rất hẹp. Nó đã trở thành một thành phố ma, vì hầu hết dân số cũ đã chuyển sang Siderno hiện đại hơn và cung cấp cơ hội việc làm và dịch vụ nhiều hơn.